# Gesteinsmagnetismus
Gesteinsmagnetismus ist die magnetische Eigenschaft von Gesteinen in Form von Ferrimagnetismus, Paramagnetismus und Antiferromagnetismus. Zu den ferrimagnetischen Mineralen zählen Magnetit (Fe3O4), Titanomagnetite des ternären Mischungssystems Fe2O3-FeO-TiO2, Maghemit (γ-Fe2O3) und Pyrrhotin (Magnetkies, FeS). Anwendungsgebiete sind die Prospektion mit geophysikalischen Methoden zur Erkundung von Lagerstätten und paläomagnetische Untersuchungen. Die Magnetische Suszeptibilität ist bei Basalt am höchsten. 